# Itsutsubashi (metropolitana di Sendai)
Itsutsubashi (五橋駅?, Itsutsubashi-eki) è una stazione della metropolitana di Sendai situata nell'area centrale della città omonima. Il nome "Itsutsubashi" significa "cinque ponti".

## Linee
■ Linea Namboku

## Struttura
La stazione, sotterranea, è dotata di una banchina a isola con due binari passanti protetti da porte di banchina a metà altezza.
| 1 | ■ Linea Namboku | per Tomizawa            |
| 2 | ■ Linea Namboku | per Sendai e Izumi-Chūō |

## Stazioni adiacenti
| «             | Servizio      | »             |
| Linea Namboku | Linea Namboku | Linea Namboku |
| ------------- | ------------- | ------------- |
| Sendai        | -             | Atagobashi    |